# Indonesi
L'indonesi (oficialment és anomenat bahasa Indonesia, literalment, la llengua d'Indonèsia) és la llengua oficial d'Indonèsia. L'indonesi es basa en el malai, una llengua austronèsia (o malaiopolinèsia) que s'havia utilitzat com a lingua franca en l'arxipèlag indonesi durant centúries.
Es va conformar com a idioma oficial d'Indonèsia en la declaració d'independència del 1945. És essencialment el mateix idioma (un dialecte estandarditzat) que el malai, la llengua oficial de Malàisia, encara que amb una gramàtica, fonologia i vocabulari  simplificats i amb molts mots prestats d'altres llengües. Actualment, tot i ser l'idioma oficial, només un percentatge menor d'indonesis parlen l'indonesi com a primera llengua, i és poc usat en converses casuals.

## Classificació
L'indonesi forma part del grup de llengües malai-polinèsiques occidentals de la família austronèsica. D'acord amb l'Ethnologue, la llengua indonèsia es va originar a partir del malai que es parla a les illes Riau, al nord-est de Sumatra.
Els lingüistes històrics malais estan d'acord en la probabilitat que la pàtria inicial malaia es trobi a l'oest de Borneo i que s'estengui fins a la costa de Brunei.

## Escriptura
El malai antic s'escrivia en alfabet pal·lava i jawi, mentre que actualment s'usen l'alfabet llatí amb una adaptació anomenada rumi, i l'alfabet àrab en la forma jawi, que s'empra encara en textos religiosos. Les lletres es pronuncien de forma similar al català, tret de:
- c: que es pronuncia entre /tx/ i /ti/: coklat = xocolata /txoklatt/ /tioklat/
- j: que es pronuncia entre /dj/ i /di/: jalan = anar, caminar /djalann/ /dialann/

La v es pronuncia /v/, com en el català no betacista.
El moviment nacionalista indonesi havia adoptat l'alfabet llatí el 1928 amb la grafia holandesa anomenada Van Ophuijsen (per exemple tj per al so /tx/ i dj per al so /dj/). Aquesta grafia fou lleugerament modificada per la reforma ortogràfica del 1947 de Soewandi, en nom del ministre d'ensenyament del govern del primer ministre socialista Sjahrir.
La reforma del 1972 ha dut a una grafia comuna a l'indonesi i el malai, la dj' indonèsia esdevé j (Djakarta > Jakarta) i la j passa a ser y (djaja → jaya = victòria), com en malai, i la tj indonèsia i la ch malàia esdevenen c (tjahaja i chahaya → cahaya = llum).
Així i tot, la major part dels noms propis no han adoptat aquestes reformes ortogràfiques.

## Història

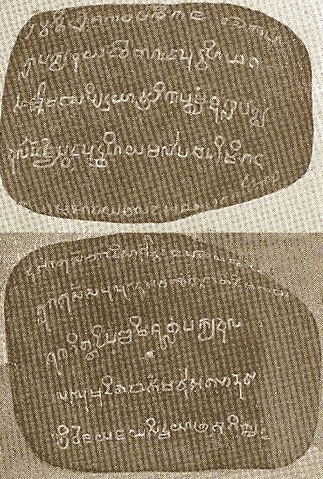
La inscripció de Kedukan Bukit

El document més antic conegut en malai antic és una inscripció en escriptura pal·lava, anomenada Inscripció de Kedukan Bukit, datada el 683, a l'illa de Bangka.
El 1908 el govern colonial de les Índies Orientals Neerlandeses funda la Commissie voor de Volkslectuur (Comitè per a la literatura popular), responsable de la publicació tant d'obres clàssiques locals, populars i de les llengües regionals i malai, com les obres estrangeres traduïdes al malai, imprès en caràcters llatins. Aquesta organització aviat va prendre el nom de Balai Pustaka (la casa del llibre). A la dècada de 1930 va aparèixer una nova literatura escrita en malai, que els intel·lectuals indígenes anomenen en endavant indonesi. La revista literària Poedjangga Baró (el poeta nou) va ser fundada el 1933.
L'ocupació japonesa de les Índies Holandeses (1942-1945) va permetre el desenvolupament de la llengua indonèsia. Els japonesos es proposen erradicar tota influència occidental i hi prohibeixen les obres en holandes i anglès. Per difondre llur propaganda, empren l'indonesi, i per això el seu ús s'estén a tot l'arxipèlag. La constitució de 1945 és llegida en indonesi, que es converteix en l'idioma oficial.

Llengües majoritàries parlades a les illes de Java, Madura i Bali. Tot i que l'indonesi és propi en una àrea geogràfica molt petita, la seva oficialitat el fa segona llengua de la majoria dels altres parlants.

La literatura indonèsia guanya en vitalitat després de la independència. Durant els anys de conflicte entre la jove república i l'antic colonitzador holandès, Chairil Anwar (1922-1949), personatge primmirat i revel, és el capdavanter del moviment poètic Angkatan 45 (generació del 45). De seguida, l'indonesi es desenvolupa al ritme de les transformacions del país.
Agafant el malai com a llengua nacional, els nacionalistes indonesis tornen a l'època on era llengua de comunicació a l'arxipèlag, però aquest cop amb la voluntat de crear una nació indonèsia.

## Fonologia

### Consonants
El sistema consonàntic de l'indonesi es resumeix en la taula següent:
|            |            | Bilabial | Labiodental | Dental / alveolar | Palatal | Velar  | Glotal |
| ---------- | ---------- | -------- | ----------- | ----------------- | ------- | ------ | ------ |
| Oclusives  | Sorda      | p        |             | t                 |         | k      | - [ʔ]  |
| Oclusives  | Aproximant | b        |             | d                 |         | g      |        |
| Africades  | Sorda      |          |             |                   | c [tʃ]  |        |        |
| Africades  | Aproximant |          |             |                   | j [dʒ]  |        |        |
| Fricatives | Sorda      |          | f           | s                 | sy [ʃ]  | kh [x] | h      |
| Fricatives | Aproximant |          | v           | z                 |         |        |        |
| Nasals     | Nasals     | m        |             | n                 | ny [nj] | ng [ŋ] |        |
| Laterals   | Laterals   |          |             | l                 |         |        |        |
| Vibrants   | Vibrants   |          |             | r                 |         |        |        |
| Semivocals | Semivocals | w        |             |                   | y [j]   |        |        |

- La dental /s/ es pronuncia com en el mot tassa i mai no és aproximant en /z/: nasi = arròs /nassi/
- La dental /r/ es pronuncia vibrant (punta de la llengua sobre el paladar).
- La palatal /c/ es pronuncia entre /tx/ i /ti/. De mode semblant, /j/ es pronuncia entre /dj/ i /di/.
- La velar /ng/ es pronuncia com en alemany singen = cantar.
- La glotal aspirada /h/ sempre es pronuncia, tant a principi com a final de mot. Darah = sang, es pronuncia amb una /h/ final ben marcada, que la diferencia de dara = noia jove.

Les consonants finals, en lloc de ser relaxades com en català, són pronunciades com a dobles. Per exemple, minum' (beure) es pronuncia guardant els llavis tancats sobre la /m/ final: /minumm/.
Les consonants fricatives següents són préstecs estrangers:
- Sordes: labiodental /f/, palatal /sy/ i velar /kh/.
- Aproximants: labiodental /v/ i dental /z/.

### Vocals
Les vocals indonèsies són les següents:
- a = pronunciada com una a tònica catalana: casa
- e = muda
- é = també escrita e, pronunciada generalment com una /è/, i de vegades com una /é/
- i = com una i catalana: Girona
- o = com una o catalana: cotxe
- u = com una u catalana: música